# Deliceto
Deliceto is een gemeente in de Italiaanse provincie Foggia (regio Apulië) en telt 4057 inwoners (31-12-2004). De oppervlakte bedraagt 75,7 km², de bevolkingsdichtheid is 54 inwoners per km².

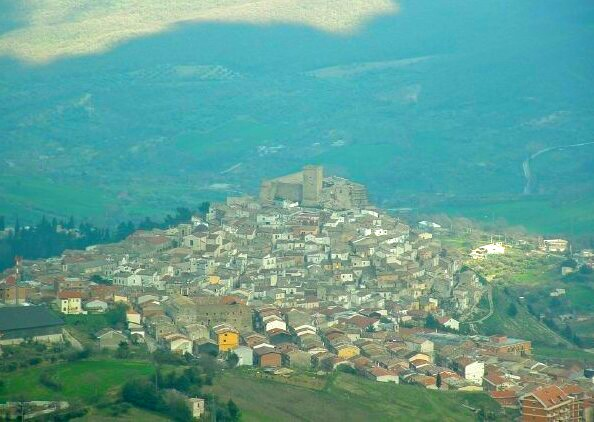
Deliceto
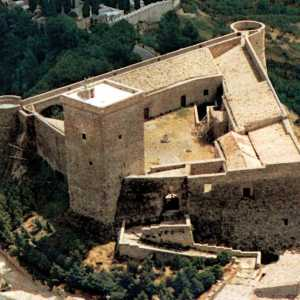
Noormannenkasteel bij Deliceto
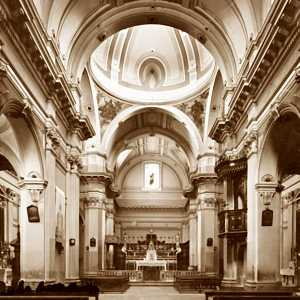
Hoofdkerk van Deliceto
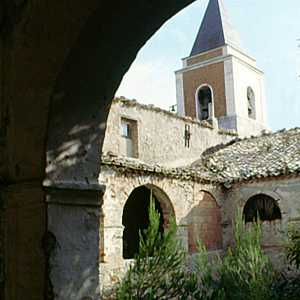
Klooster Antonio, Deliceto
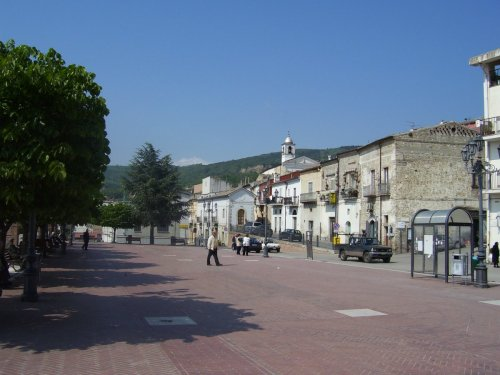
Centrum van Deliceto

## Demografie
Deliceto telt ongeveer 1643 huishoudens. Het aantal inwoners daalde in de periode 1991-2001 met 4,3% volgens cijfers uit de tienjaarlijkse volkstellingen van ISTAT.
| Jaar | Inwoneraantal |
| ---- | ------------- |
| 1991 | 4304          |
| 2001 | 4117          |

## Geografie
De gemeente ligt op ongeveer 620 m boven zeeniveau.
Deliceto grenst aan de volgende gemeenten: Accadia, Ascoli Satriano, Bovino, Candela, Castelluccio dei Sauri, Sant'Agata di Puglia.